# Münster, Tyrolen
Münster är en ort och kommun i distriktet Kufstein i förbundslandet Tyrolen i Österrike. Den ligger vid floden Inn.